# Famille de La Chapelle
Pour les articles homonymes, voir La Chapelle.
La famille de La Chapelle alias famille de La Chapelle d'Uxelles, anciennement Siot, est une famille française dont un membre a obtenu un titre de vicomte en 1817 et un autre un titre de baron en 1820. Chacune de ces deux personnes a eu une descendance.

## Histoire
Gustave Chaix d'Est-Ange écrit : « Elle a eu pour berceau les environs d'Évreux où elle occupait au commencement du XVIIIe siècle une situation des plus modestes. Elle avait pour nom primitif celui de Siot. 
Laurent Siot, dit la Chapelle, né à Évreux, fils de Laurent Siot père et de son épouse, une demoiselle Larrecher, vint se fixer à Lyon, y épousa le 1er juin 1711 Françoise Couchaud, fille d'un marchand de Grenoble, et y acquit le 7 juillet 1712 un fonds de commerce dans lequel il fit fortune. (...) ». Laurent Siot dit La Chapelle s'était installé comme maître perruquier dans la paroisse de Sainte-Croix à Lyon.
Ses descendants remplaceront leur patronyme Siot par Lachapelle puis par de La Chapelle au XIXe siècle sous la seconde Restauration après avoir été titrés vicomte héréditaire en 1817 (pour la branche aînée) et baron héréditaire en 1820 (pour la branche cadette).
Sept membres de cette famille furent déclarés Morts au champ d'honneur lors de la Première Guerre mondiale[réf. à confirmer].
La famille de La Chapelle a été admise en 1948 au sein de l'Association d'entraide de la noblesse française (ANF).
De nos jours cette famille compte parmi ses membres des chevaliers de l'ordre souverain militaire et hospitalier de Saint-Jean de Jérusalem, de Rhodes et de Malte.

## Filiation
La filiation présentée ci-dessous est issue des travaux de Gustave Chaix d'Est-Ange :
- Laurent Siot, il épouse la demoiselle Larrecher[2], de la ville d'Évreux.
  - Laurent Siot, dit la Chapelle, né à Évreux, vient se fixer à Lyon où il exerce la profession de maître perruquier[2], il y épouse le 1er juin 1711 Françoise Couchaud.
    - Charles-Joseph Lachapelle, né à Lyon en 1713, négociant à Lyon, député du commerce.
      - Claude-Espérance de La Chapelle (1750 - 8 octobre 1800 au château de Romenay (Saône-et-Loire)), lieutenant général d'épée de la prévôté de l'hôtel du roi (1782), maréchal de camp des armées du roi[réf. nécessaire].
      - Charles-Gilbert de La Chapelle[1] (baptisé à Lyon le 11 août 1755 - mort en 1794), premier commis de la Maison du roi en 1785, puis secrétaire des commandements du Dauphin[1]. D'autres sources rapportent qu'il a été capitaine de cavalerie et en 1784 secrétaire des commandements du Dauphin et des Enfants de France et chef des bureaux du département de la Maison du roi[6], premier commis de la Maison du roi en 1785, commissaire général de la Maison du roi en 1787[7], ainsi que chef des bureaux de la Liste civile[réf. nécessaire]. Il fut chargé par Louis XVI de protéger les reliques de la Sainte-Chapelle[8], ce qu’il fit le 12 mars 1791, en les transférant à la basilique Saint-Denis[9]. Il fut guillotiné en 1794 et inhumé au cimetière de Picpus. Il avait épousé le 28 décembre 1780 Mademoiselle Leschevin de Prévoisin, d'où deux fils[1] :
        - Charles-Hippolyte de La Chapelle (né le 20 octobre 1784 à Versailles - mort en 1829 au château d'Uxelles), chevau-légers (1814-1815) et chef d'escadron dans la Garde du roi sous la Restauration, titré vicomte héréditaire par lettres patentes du roi Louis XVIII le 15 novembre 1817. Il avait épousé en 1814 Mademoiselle Taffu de Saint-Firmin.
        - Charles-Henri de La Chapelle, né à Versailles en 1815, confirmé dans la possession du titre de vicomte par décret impérial du 5 avril 1862, mort à Uxelles en 1890. Il a eu deux fils qui ont laissé une descendance (branche de La Chapelle d'Uxelles, titre de vicomte pour l'aîné seul à chaque génération)
        - Charles-Ernest de La Chapelle (né à Passy le 3 février 1791), chevau-légers 1814-1815 et officier de la Garde du roi, maître d'hôtel du roi Charles X (1815), titré baron héréditaire par lettres patentes du 11 septembre 1820, commandeur de la Légion d'honneur, mort à Loisy en 1874. Comme son frère aîné, il avait épousé une demoiselle Taffu de Saint-Firmin.
          - Charles-Émile, baron de La Chapelle (1817 - 1899 à Loisy). Il épouse en 1846 Mlle de Chiseuil, fille d'Hyacinthe Maublanc de Chiseuil.
            - Charles Hyacinthe Arthur de La Chapelle (30 janvier 1854 à Loisy - 29 août 1919 à Loisy) épouse le 7 mai 1884 à Négreville Béatrix Juliette Ambroisine d'Auxais.
              - Charles Marie Jacques de La Chapelle (3 mars 1885 à Nevers - 5 octobre 1957 à Nice), militaire, chef d'escadron de cavalerie. Le 8 septembre 1913 à Lyon, il épouse Béatrix Georgine Marguerite Boussin de Lacroix-Laval.
                - Charles-Gilbert de La Chapelle (1914-2000), lieutenant-colonel. Il fut chef de corps du 1er régiment étranger de cavalerie (1er REC) en 1960 en Algérie. En 1961, il entraîna son régiment dans le putsch des généraux. Lors de son procès, il se présente ainsi : « fils et petit-fils de soldats, né en 1914 en pleine guerre, je peux dire que j’ai appris sur les genoux de ma mère les sentiments de l’Honneur et de la Patrie… Pour moi il n’y a aucun doute, j’ai suivi la voie de l’honneur. Cette voie passe aujourd’hui par les prisons ». À la question du président Patin : « Avez-vous bien compris dans quelle erreur des aventuriers vous ont fait tomber ? » Le colonel répondit après un temps de silence : « On juge une politique à ses résultats, on ne juge pas l’honneur sur des résultats ». Il meurt à Saint-Ythaire le 15 avril 2000 à l’âge de 86 ans.
                - Antoine Marie Charles de La Chapelle (1916-1983), lieutenant-colonel, premier pilote de chasse à recevoir durant la Seconde Guerre mondiale la médaille militaire le 29 septembre 1939[10], as de l'aviation durant la Campagne de France avec sept victoires aériennes homologuées[11].

      - Jean Philibert de La Chapelle (1756 Lyon - 1834 château de La Cour à Contigny), grand vicaire du diocèse de Lyon, chanoine baron de Saint-Just, aumônier des rois Louis XVIII et Charles X, conseiller d'État.

## Propriétés

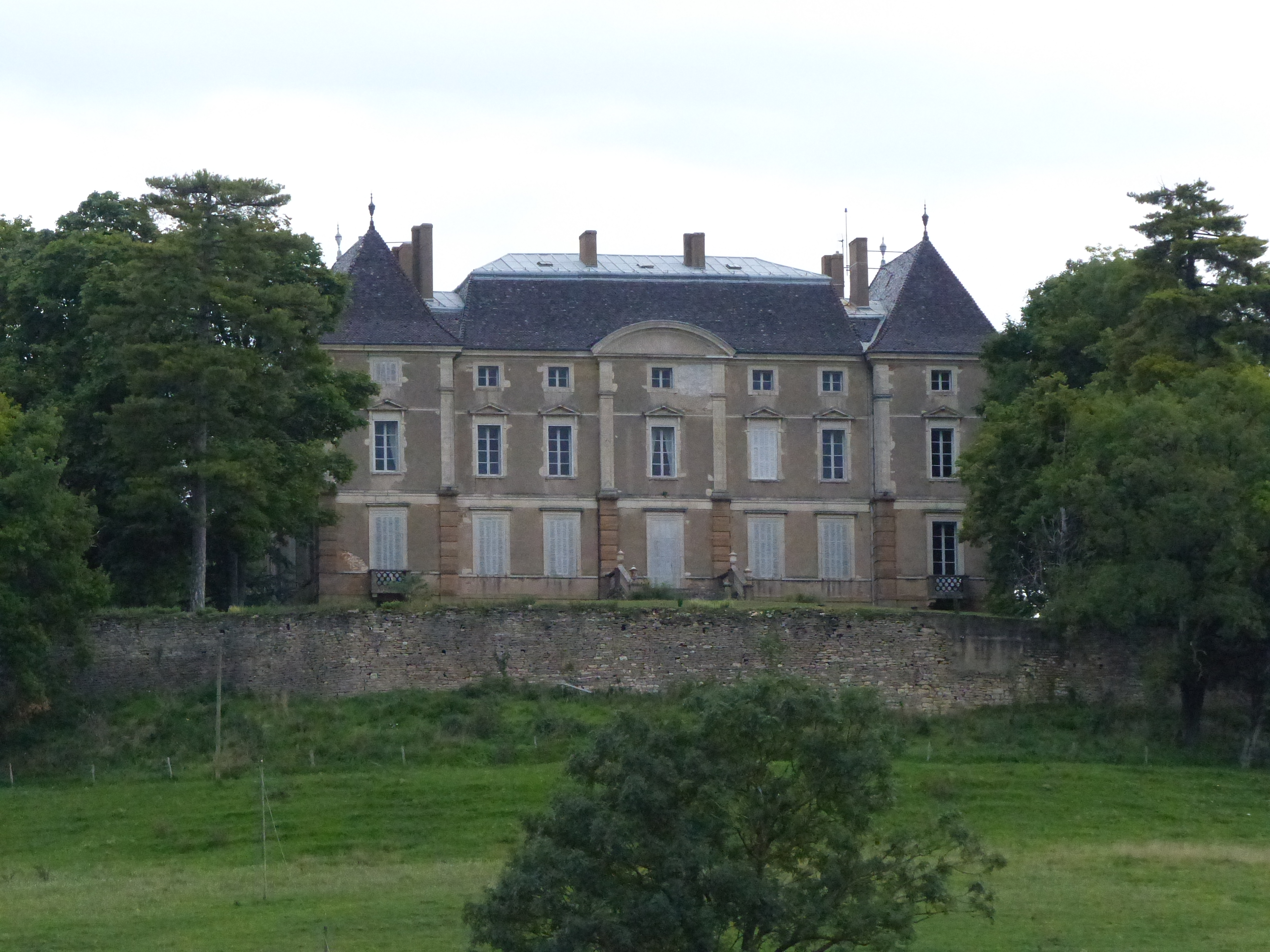
Château d'Uxelles
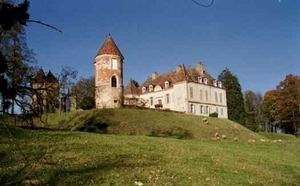
Château de Loisy

- Château d'Uxelles
- Château de Loisy

## Alliances
La famille de La Chapelle a contracté des alliances avec les familles : Larrecher, Couchaud (1711), Leschevin de Prévoisin (1780), Taffu de Saint-Firmin (1814), Roullet de La Bouillerie, Georgette du Buisson de La Boulaye (1809 et 1888), Quarré de Verneuil (1835), Courlet de Vregille (1841), de Clavière (1842), Maublanc de Chiseuil (1846), de Carnazet (1874), Neyrand (1874), de Joybert (1880), de Lescure (1880), d'Auxais (1884), de Cotton (1887), Viénot de Vaublanc (1908), Riou du Cosquer.

## Armes, blasons, devises
- de La Chapelle : Écartelé au 1 d'argent à une bande de gueules chargé d'une étoile et accompagné de deux boucles en forme d'anneau, le tout d'or ; au 2 d'argent à un lion couronné de gueules ; au 3 d'or à deux lions de sable posés en bande ; au 4 d'azur à trois fasces d'or et à la bande brochante du même ; sur le tout d'azur à une chapelle d'or soutenue du même et ouverte du champ (règlement d'armoiries du 15 novembre 1817)

Régis Valette écrit : « distincts des Chapelle de Jumilhac dont ils portent les armes ». La famille de Chapelle de Jumilhac (ducs de Richelieu de 1822 à 1952) est éteinte mais elle a toutefois une descendance subsistante en ligne féminine.

## Pour approfondir